# Tetrorea cilipes
Tetrorea cilipes là một loài bọ cánh cứng trong họ Cerambycidae.